# Arco unno
L'arco unno è un arco asimmetrico, composito e riflesso, composto da legno, corno di bufalo, osso di cervo e tendine di cervo. Le parti in corno sono più lunghe delle sezioni dell'arco al quale sono accoppiate.
L'arco è stato ideato per eseguire un tiro preciso con grande sicurezza nel raggio di 40 metri, ovvero in un combattimento corpo a corpo nel combattimento a cavallo. L'arco può essere utilizzato anche a grande distanza, 250-300 metri.
L'arco è stato ideato per essere usato a cavallo: l'arco unno è infatti asimmetrico, con il flettente superiore più lungo dell'inferiore, per permettere all'arciere di farlo passare con facilità da un lato all'altro del collo o del dorso dell'animale. Tuttavia l'asimmetria porta a una minore precisione di tiro.
L'arco unno surclassava gli archi suoi contemporanei, utilizzati in Europa occidentale, per la maggiore portata e per la maggiore forza di penetrazione: l'arco unno è capace infatti di forare scudi e armature di metallo.
Le frecce erano lunghe, con punte di osso romboidali a tre angolazioni taglienti per penetrare scudi di cuoio così come armature d'acciaio.
Quest'arma fu un punto di forza degli Unni per sconfiggere le popolazioni germaniche dell'Europa centrale.
Un arciere a cavallo durante il suo addestramento doveva imparare a tirare in avanti, di lato e all'indietro, il tutto in sella a un animale galoppante variando l'altezza e la direzione del movimento del bersaglio.